# Partido di Ensenada
Il partido di Ensenada è un dipartimento (partido) dell'Argentina facente parte della Provincia di Buenos Aires. Il capoluogo è Ensenada.